# Nona
Pour les articles homonymes, voir Nona (homonymie).
Nona (titre original : Nona) est une nouvelle de Stephen King parue en 1985 dans le recueil de nouvelles Brume mais ayant été publiée pour la première fois en 1978 dans l'anthologie Shadows éditée par Charles L. Grant.

## Résumé
Le narrateur est un jeune homme emprisonné qui raconte son histoire. Alors qu'il fait de l'auto-stop par une nuit glaciale, il fait la connaissance de Nona, une jeune fille dont il s'éprend instantanément et qui lui donne la force nécessaire pour infliger une correction à un routier qui le provoquait. Nona l'incite ensuite à tuer l'homme qui les a pris en stop, puis un autre conducteur qui s'était arrêté sur les lieux.
Le couple part pour Castle Rock où leur véhicule est percuté à cause du verglas par celui d'un policier. Le narrateur tue le policier et vole sa voiture. Après avoir commis un autre meurtre, le narrateur et Nona se rendent au cimetière de Castle Rock et pénètrent dans un caveau, où Nona prend l'apparence d'un rat géant. Le narrateur est par la suite arrêté et, lors de son procès, les témoins affirment qu'il était seul. L'histoire se termine avec le narrateur qui annonce son intention de se suicider, sans que l'on sache s'il a été victime d'une force surnaturelle ou si Nona n'était que le produit de son imagination.

## Intertextualité
Nona est connectée aux autres histoires de Castle Rock, particulièrement Le Corps car le personnage d'Ace Merrill est évoqué tout comme le pont de la voie ferrée qui joue un rôle dans cette histoire.
Selon George Beahm, Nona se réfère au poème de John Keats La Belle Dame sans merci (1819), dans lequel un homme « est détruit par son amour pour une femme fatale surnaturelle ».